# Or noir, la grande histoire du pétrole
Or noir, la grande histoire du pétrole de Matthieu Auzanneau est un essai sur l’histoire du pétrole depuis les émergences d’huile et de bitume utilisées dans l’antiquité jusqu’à l’époque actuelle.
Cet essai comporte près de 800 pages découpées en 30 chapitres. 

## Thèmes abordés (indépendamment de l’ordre des chapitres)

### Histoire des découvertes et de l’exploitation
- Découvertes et créations d’entreprises pour l’exploitation.
- Aspects réglementaires de l’extraction.
- Les diverses crises de production et déplacements des sites d'extraction au fur et à mesure des épuisements.

### Influence de l'industrie pétrolière sur le capitalisme moderne
- Liens et contrôle de la Chase Manhattan Bank et la National City Bank of New York par les frères Rockefeller.
- Création d'importantes universités américaines.
- Le pouvoir politique aux États-Unis aux mains des hommes du pétrole.

### Associations et accords
Les diverses associations et accords (secrets ou non) sont décrits en détail (les accords Sykes-Picot, le cartel des sept sœurs,  l'accord d'Achnacarry, la ligne rouge, l’OPEP).
Il décrit ce qui a conduit au Sherman Antitrust Act de 1890 pour briser le monopole de la Standard Oil de  John D. Rockefeller et ses limites pratiques. Il aborde aussi les multiples enquêtes parlementaires aux USA.

### Géopolitique
- Description des liens entre les pays producteurs et consommateurs.
- Nationalisations.
- Opérations spéciales et déstabilisation des gouvernements.
- Guerres et embargos.

## Publication dans d'autres langues
- Une version anglaise, titrée Oil, Power, and War: A Dark History est parue en novembre 2018  (ISBN 978-1603587433).